# أولاد عيسى (إقليم تارودانت)
أولاد عيسى هي جماعة قروية في إقليم تارودانت بجهة سوس ماسة في المغرب. وهي تضم 331 12 نسمة، حسب الإحصاء العام للسكان والسكنى لسنة 2014.
يقع مركز الجماعة على الطريق الوطنية رقم 10.

## دواوير الجماعة
- دوار أكادير عبو
- دوار أولاد عيسى
- دوار أولاد مالك
- دوار أيت الدحمان
- دوار أيت النافوخ
- دوار اولاد محمد
- دوار أولاد زياد
- دوار أكادير بن حمو
- دوار الجعفرة
- دوار أيت الفلايس

## التعليم
تتوفر الجماعة القروية لأولاد عيسى على المؤسسات التعليمية التالية:

### التعليم الإبتدائي
- مجموعة مدارس ابن الهيثم: (الدواوير: أيت الفلايس، مشروع أولاد عبد الله، أولاد زياد، أيت النافوخ، الجعفرة)
- مجموعة مدارس أبي المهاجر: (الدواوير: أولاد عيسى، أكادير عبو، أيت دحمان، زاوية بن عبو)

### التعليم الثانوي
- ثانوية المعرفة

### دار الطالب
تتوفر أولاد عيسى على دار للطالب، تقوم بإيواء التلاميذ الذين يسكنون في الدواوير البعيدة، وتلاميذ الجماعات القروية الأخرى التي لا تتوفر على إعدادية أو ثانوية، كجماعة سيدي عبد الله أوسعيد.

## النقل والطرق
يقع مركز الجماعة على الطريق الوطنية رقم 10، وبالتالي فوسائل النقل متوفرة، حيث يمكن الوصول إلى مركز جماعة أولاد عيسى، إما عبر سيارات الأجرة الكبيرة أو عبر حافلات شركة الكرامة التي تربط بين أولاد برحيل وتارودانت، أو حتى عبر حافلات نقل المسافرين بين المدن المتوجهة لتالوين، ورزازات، تارودانت، أكادير، والدار البيضاء.

## الصحة
يوجد بمركز الجماعة مركز صحي قروي.